# Бильченок
Бильченок — река на полуострове Камчатка в России. Протекает по территории Усть-Камчатского района. Длина реки — 24 км.
Постоянного течения не имеет. Начинается из языка ледника Бильченок на склоне горы Плоская Дальняя. Течёт в общем северном направлении в лесистой местности. Основные древесные породы бассейна — берёза и лиственница. Впадает в реку Камчатка справа на расстоянии 157 км от её устья.
Основные притоки — ручьи Скалистый (левый), Звериный, Овражный, Холодный (все — правые).
По данным государственного водного реестра России относится к Анадыро-Колымскому бассейновому округу.
- Код водного объекта — 19070000112120000016186[2].